# Nelson Abadía
Nelson Abadía (Cali, Valle del Cauca, Colombia; 5 de junio de 1956) es un entrenador de fútbol colombiano. Actualmente es agente libre. Abadía estuvo frente a la selección femenina de fútbol de Colombia entre 2014 y 2023, primero como asistente y luego como entrenador.

## Trayectoria
En 1979 con 25 años de edad Abadía se unió al cuerpo técnico de Gabriel Ochoa Uribe en el América de Cali como preparador físico, posteriormente debuta como entrenador en propiedad en el Cúcuta Deportivo en donde en un principio iba asistir al argentino Federico Sacchi. En 1983 nuevamente asistente a Ochoa en la Selección de fútbol de Colombia (Mayores) y al Luis Alfonso Marroquín en la Selección de fútbol sub-20 de Colombia. En los 90 dirige en una segunda etapa al Cúcuta Deportivo, Atlético Huila y al Lanceros Boyacá.
A finales de la década de 1990 Abadía de dirigió al equipo "B" del América de Cali en la Categoría Primera C organizada por la Difutbol. Allí estuvo al mando de varios jugadores que llegaron al profesionalismo como: Sandro Zuluaga, Alex Del Castillo y Rufay Zapata.
En 2004 dirigió al Tauro Fútbol Club de Panamá. Para 2005 estuvo a 3 puntos de jugar la final del torneo.
En 2006 dirigió al ya desaparecido Centauros Villavicencio en la Categoría Primera B.
En 2008 comandando al Patriotas Boyacá estuvo 6 puntos de jugar la final Primera B.
Desde 2014 fue parte del cuerpo técnico de la Selección femenina de fútbol de Colombia, primero como asistente técnico de Felipe Taborda y luego como entrenador en propiedad desde 2017 hasta 2023. En 2022 dirigió al equipo nacional en el subtítulo de la Copa América Femenina.

### Participaciones en Selección
| Torneo                                                           | Selección                              | Sede                      | Resultado        | Rol               |
| ---------------------------------------------------------------- | -------------------------------------- | ------------------------- | ---------------- | ----------------- |
| Clasificación de Conmebol para la Copa Mundial de Fútbol de 1986 | Selección Colombia Masculina           | Sin sede fija             | No clasificado   | Preparador físico |
| Campeonato Sudamericano Sub-20 de 1985                           | Selección de fútbol sub-20 de Colombia | Paraguay                  | Tercer lugar     | Preparador físico |
| Copa Mundial de Fútbol Juvenil de 1985                           | Selección de fútbol sub-20 de Colombia | Unión Soviética           | Cuartos de final | Preparador físico |
| Copa Mundial Femenina de Fútbol de 2015                          | Selección Colombia Femenina            | Canadá                    | Octavos de final | Asistente         |
| Juegos Panamericanos de 2015                                     | Selección Colombia Femenina            | Canadá                    | Subcampeón       | Asistente         |
| Juegos Olímpicos de Río de Janeiro 2016                          | Selección Colombia Femenina            | Brasil                    | Fase de grupos   | Asistente         |
| Copa América Femenina 2018                                       | Selección Colombia Femenina            | Chile                     | Cuarto lugar     | Entrenador        |
| Juegos Centroamericanos y del Caribe 2018                        | Selección Colombia Femenina            | Colombia                  | Séptimo lugar    | Entrenador        |
| Juegos Panamericanos 2019                                        | Selección Colombia Femenina            | Perú                      | Campeón          | Entrenador        |
| Copa América Femenina 2022                                       | Selección Colombia Femenina            | Colombia                  | Subcampeón       | Entrenador        |
| Copa Mundial Femenina de Fútbol de 2023                          | Selección Colombia Femenina            | Australia y Nueva Zelanda | Cuartos de final | Entrenador        |

## Clubes

### Como preparador físico[1]
| País     | Club                                   | Temporadas                | PF de:                 |
| -------- | -------------------------------------- | ------------------------- | ---------------------- |
| Colombia | América de Cali                        | 1979 - 1982 y 1983 - 1986 | Gabriel Ochoa Uribe    |
| Colombia | Selección Colombia Masculina Absoluta  | 1985                      | Gabriel Ochoa Uribe    |
| Colombia | Selección sub-20 masculina de Colombia | 1984 - 1985               | Luis Alfonso Marroquín |

### Como formador
| País     | Club                 | Temporadas  |
| -------- | -------------------- | ----------- |
| Colombia | Boca Juniors de Cali | 1990 - 1992 |
| Colombia | América de Cali      | 1997 - 1999 |
| Colombia | Selección del Valle  | 2006        |
| Colombia | Selección del Meta   | 2010 - 2013 |
| Colombia | Club Llaneros        | 2013 - 2014 |

### Como asistente técnico
| País     | Club                                 | Temporadas  | AT de:         |
| -------- | ------------------------------------ | ----------- | -------------- |
| Colombia | Selección Colombia Femenina Absoluta | 2014 - 2016 | Felipe Taborda |

### Como entrenador
| País     | Club                           | Temporadas  |
| -------- | ------------------------------ | ----------- |
| Colombia | Cúcuta Deportivo               | 1982 - 1983 |
| Colombia | Cúcuta Deportivo               | 1986 - 1988 |
| Colombia | Deportivo Pereira              | 1989 - 1990 |
| Colombia | Lanceros Boyacá                | 1994 - 1995 |
| Colombia | Atlético Huila                 | 1995 - 1996 |
| Ecuador  | Delfín SC                      | 1999 - 2000 |
| Colombia | Dimerco Popayán                | 2003        |
| Panamá   | Tauro                          | 2004 - 2005 |
| Colombia | Centauros Villavicencio        | 2006 - 2007 |
| Colombia | Patriotas Boyacá               | 2008        |
| Colombia | Depor Aguablanca               | 2009        |
| Colombia | América de Cali Femenino       | 2016        |
| Colombia | Selección Femenina de Colombia | 2017 - 2023 |

## Estadísticas como entrenador

### En selecciones
| Colombia Femenina Absoluta       | 2017                             | -  | -  | - | - | -  | - | - | - | - | - | - | - | - | -  | 2  | 2  | 0  | 0 | 2  | 2  | 0  | 0  | 100%   | 3   | 0  | +3  |
| Colombia Femenina Absoluta       | 2018                             | 7  | 3  | 2 | 2 | 4º | 3 | 1 | 0 | 2 | - | - | - | - | -  | 4  | 1  | 2  | 1 | 14 | 5  | 4  | 5  | 45.23% | 24  | 16 | +8  |
| Colombia Femenina Absoluta       | 2019                             | -  | -  | - | - | -  | 5 | 2 | 3 | 0 | - | - | - | - | -  | 6  | 3  | 2  | 1 | 11 | 5  | 5  | 1  | 60.6%  | 18  | 10 | +8  |
| Colombia Femenina Absoluta       | 2020                             | -  | -  | - | - | -  | - | - | - | - | - | - | - | - | -  | -  | -  | -  | - | 0  | 0  | 0  | 0  | -      | 0   | 0  | 0   |
| Colombia Femenina Absoluta       | 2021                             | -  | -  | - | - | -  | - | - | - | - | - | - | - | - | -  | 10 | 7  | 0  | 3 | 10 | 7  | 0  | 3  | 70%    | 15  | 15 | 0   |
| Colombia Femenina Absoluta       | 2022                             | 6  | 5  | 0 | 1 | 2º | - | - | - | - | - | - | - | - | -  | 12 | 6  | 4  | 2 | 18 | 11 | 4  | 3  | 68.52% | 28  | 13 | +15 |
| Colombia Femenina Absoluta       | 2023                             | -  | -  | - | - | -  | - | - | - | - | 5 | 3 | 0 | 2 | 8º | 12 | 8  | 2  | 2 | 17 | 11 | 2  | 4  | 68.63% | 28  | 14 | +14 |
| Total Selección                  | Total Selección                  | 13 | 8  | 2 | 3 | -  | 8 | 3 | 3 | 2 | 5 | 3 | 0 | 2 | -  | 46 | 27 | 10 | 9 | 68 | 39 | 15 | 14 | 64.18% | 110 | 64 | +46 |
| Colombia Femenina Sub-20         | 2020                             | 4  | 2  | 1 | 2 | 2º | - | - | - | - | - | - | - | - | -  | -  | -  | -  | - | 4  | 2  | 1  | 1  | 58.33% | 13  | 2  | +11 |
| Consolidado Total en Selecciones | Consolidado Total en Selecciones | 17 | 10 | 3 | 4 | -  | 8 | 3 | 3 | 2 | 5 | 3 | 0 | 2 | -  | 46 | 27 | 10 | 9 | 72 | 41 | 16 | 15 | 63.85% | 123 | 66 | +57 |

#### Resumen estadístico
| Colombia Femenina Absoluta | 20 de septiembre de 2017 | 31 de agosto de 2023   | 72 | 41 | 15 | 16 | 110 | 64 | 46 | 64.18% |
| Colombia Femenina Sub-20   | 3 de noviembre de 2019   | 3 de diciembre de 2021 | 4  | 2  | 1  | 1  | 13  | 2  | 11 | 70.00% |
| Total en Selecciones       | Total en Selecciones     | Total en Selecciones   | 71 | 40 | 16 | 15 | 123 | 66 | 57 | 64.18% |

## Palmarés
| Título               | Equipo                         | Sede   | Año  |
| -------------------- | ------------------------------ | ------ | ---- |
| Juegos Panamericanos | Selección femenina de Colombia | México | 2014 |
| Juegos Panamericanos | Selección femenina de Colombia | Perú   | 2019 |